# ألفرد ليلاند كراب
ألفرد ليلاند كراب (بالإنجليزية: Alfred Leland Crabb)‏ (22 يناير 1884، بلوم سبرينغز في الولايات المتحدة - 1 أكتوبر 1979، ليكسينغتون في الولايات المتحدة)؛ روائي أمريكي.